# 宮出町
宮出町（みやでまち）は、愛知県名古屋市東区・中区の地名。

## 歴史

### 沿革
- 1871年（明治4年） - 元宮出町・松広町・禅寺町の一部を合併する[3]。
- 1878年（明治11年）
  - 12月20日 - 名古屋区宮出町となる[3]。
  - 12月28日 - 一部が南小川町に編入される[3]。
- 1889年（明治22年）10月1日 - 名古屋市成立に伴い、同市宮出町となる[3]。
- 1907年（明治40年）7月15日 - 一部が新栄町に編入される[4]。
- 1908年（明治41年）4月1日 - 中区編入に伴い、同区宮出町となる[3]。
- 1937年（昭和12年）10月1日 - 一部が東区に編入され、同区宮出町となる[3]。
- 1944年（昭和19年）2月11日 - 栄区編入に伴い、同区宮出町となる[3]。また、このとき東区宮出町も栄区に編入され、両者は統合された[3]。
- 1945年（昭和20年）11月3日 - 栄区廃止に伴い、中区宮出町となる[3]。
- 1946年（昭和21年）4月15日 - 一部が東区に編入され、同区宮出町が成立する[5]。
- 1969年（昭和44年）10月21日 - 中区宮出町の一部が同区栄四丁目に編入される[6]。
- 1976年（昭和51年）1月18日 - 東区宮出町の全域が、同区東桜二丁目に編入され消滅[5]。中区宮出町の一部が同区東桜二丁目に編入される[3]。
- 1977年（昭和52年）10月23日 - 中区宮出町の全域が同区新栄一丁目に編入され消滅[3]。